# 港北新城

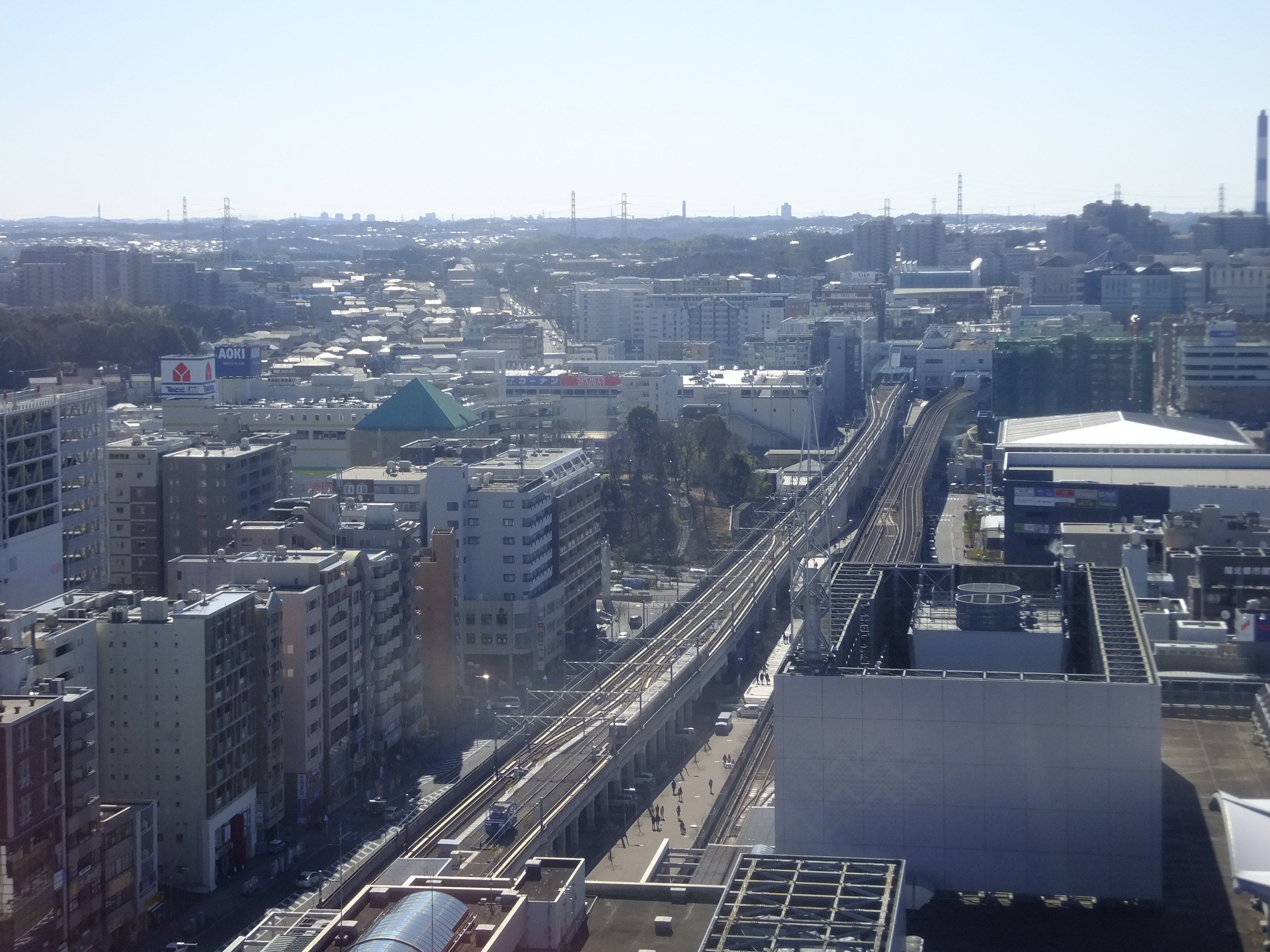

港北新城（日语：港北ニュータウン、こうほくニュータウン）是日本神奈川縣橫濱市都筑區的一個新市鎮，因為於橫濱市北部，因此得名「港北」。這一地區過去分屬港北區・綠區，後因政區變更而屬於都筑區。這一地區是橫濱市主要生活據點之一。

## 外部連結
- 港北ニュータウン記念協会 （页面存档备份，存于）
- 株式会社 横浜都市みらい （页面存档备份，存于） - 旧：株式会社港北都市開発センター
- 港北ニュータウン 現況とまちづくりの方針 （页面存档备份，存于） - 横浜市
- UR都市機構 港北ニュータウン特集，存于